# Fort de Variselle
Le fort de Variselle est une fortification d'altitude située sur la commune de Val-Cenis, dans le département de la Savoie. Construit par les Italiens à partir de 1877 sous le nom de Forte Varisello, il avait comme fonction de défendre le val de Suse d'une attaque française débouchant du col du Mont-Cenis. Le site devient français en 1947.

## Histoire
En 1860, la Savoie est annexée par la France. En 1874, le royaume d'Italie décide de renforcer la défense de ses nouvelles frontières avec des fortifications modernes suivant les conceptions de Montalembert. Au sud-est du col du Mont-Cenis est donc aménagée une série de forts : Varisello, Cassa (it) et Roncia de part et d'autre de la route carrossable descendant du col, Pattacroce (it) et Malamot (it) sur les hauteurs plus au sud (pour interdire le col du Petit Mont-Cenis), renforcée par quelques casemates d'infanterie, des fossés et des batteries d'artillerie, entre 1877 et 1908 : le tout forme le Campo trincerato del Moncenisio.
En face, les Français bâtissent de 1895 à 1910 le fort de la Turra, perché à l'ouest du col du Mont-Cenis, pour défendre la vallée de la Maurienne. Le fort italien est désarmé en 1915, la menace française ayant disparu pour un temps : les pièces d'artillerie, démontées de leur affûts, sont envoyées sur le front pour tirer sur les Austro-Hongrois. Le retour des tensions à la fin des années 1920 a pour conséquence le retour des soldats italiens et français le long de la frontière, face-à-face comprenant la réoccupation des forts et l'installation de plusieurs batteries de canons de 149 mm/35 modèle 1901.
En 1947, le traité de Paris livre à la République française tout le plateau du Mont-Cenis, fortifications comprises. Le fort de La Cassa est démoli en 1968 pour faire de la place au barrage du lac artificiel. Variselle est laissé à l'abandon.

## Description
Le fort est à 2 118 mètres d'altitude, sur une hauteur au sud du lac du Mont-Cenis.
Il est de plan pentagonal, avec deux étages de feu (artillerie au-dessus et fusillade en-dessous) dans des casemates voûtées, ouvertes à l'arrière. Son artillerie d'origine comprenait 27 canons de 120 mm/21 modèle 1882 (appelés « 12 ARC Ret »), d'une portée de 6 000 m. Au centre du fort se trouve la caserne enterrée et casematée, comprenant les magasins à poudre, le stock d'obus, le magasin à vivres, l'infirmerie et le four à pain.